# Blagun-Gletscher
Der Blagun-Gletscher (bulgarisch ледник Благун lednik Blagun) ist ein 13 km langer und 2,3 km breiter Gletscher auf der Pernik-Halbinsel an der Loubet-Küste des Grahamlands auf der Antarktischen Halbinsel. Er fließt südwestlich des Dolie-Gletschers und nordöstlich des Pejna-Gletschers zwischen dem Lane Ridge und dem Hodge Ridge in nordwestlicher Richtung zum Wilkinson-Gletscher.
Britische Wissenschaftler kartierten ihn 1976. Die bulgarische Kommission für Antarktische Geographische Namen benannte ihn 2015 nach der Ortschaft Blagun im Süden Bulgariens.